# Marcel Aymé

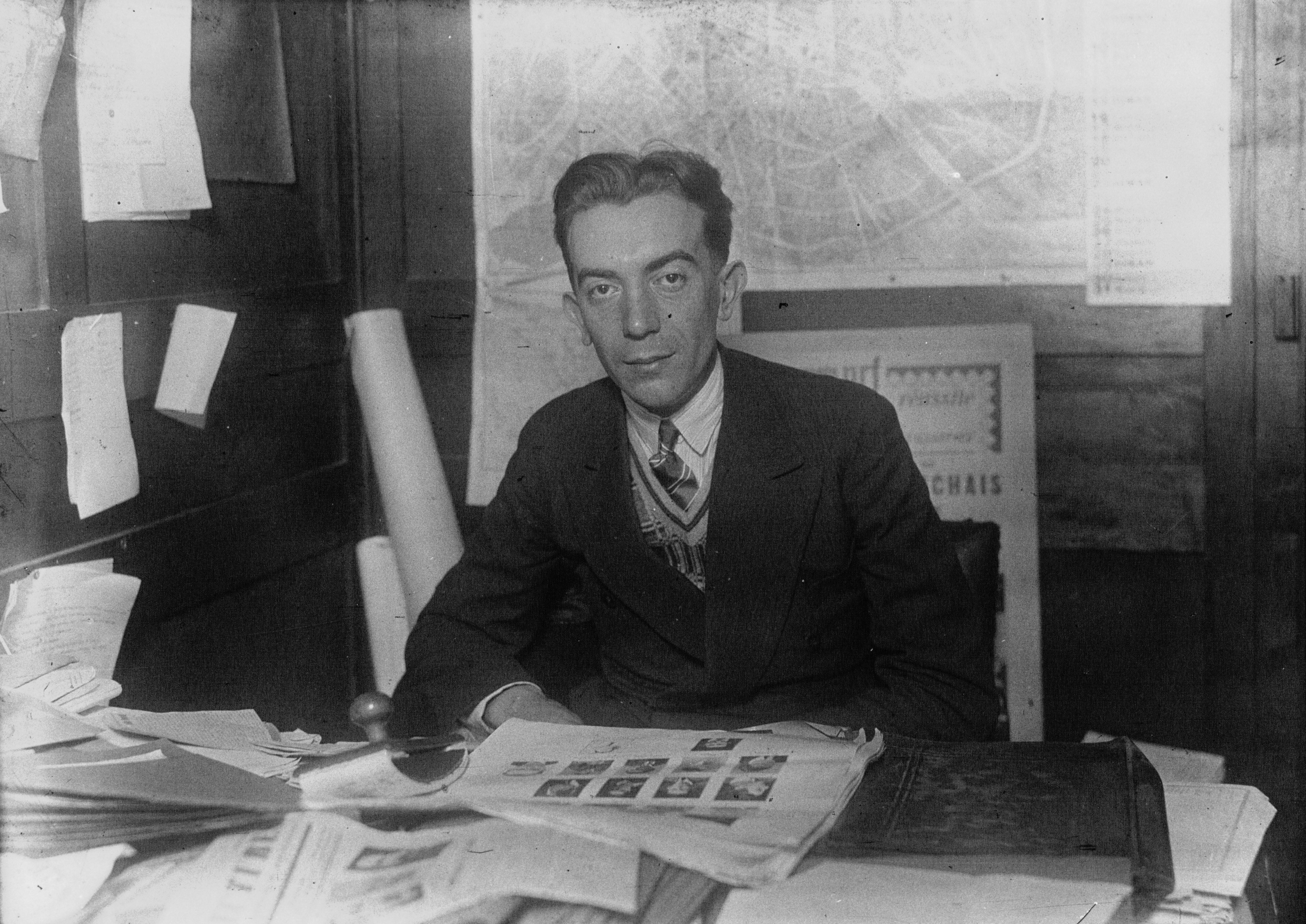
Marcel Aymé (1929)

Marcel Aymé (* 29. März 1902 in Joigny; † 14. Oktober 1967 in Paris) war ein französischer Erzähler und Dramatiker.

## Leben
Aus einfachen Verhältnissen stammend (sein Vater war Schmied), begann Aymé zunächst ein Medizinstudium und arbeitete danach als Versicherungsvertreter, Maurer, Maler, Journalist, Bankangestellter und Komparse beim Film. Nach langer Krankheit begann er zu schreiben und wurde zum mehrfach preisgekrönten Schriftsteller. Seine realistisch geschriebenen Romane und Erzählungen zeichnen sich durch einen skurrilen, oft bissigen Humor aus, wobei typische Stadt-Land-Begebenheiten häufig den Hintergrund bilden. Sein Hauptwerk Die grüne Stute wurde mit großem Erfolg verfilmt, ebenso wie viele andere seiner Bücher.
Marcel Aymé starb im Alter von 65 Jahren in Paris und wurde auf dem Cimetière Saint-Vincent am Montmartre beigesetzt.

## Rezeption und Ehrungen
Ihm zu Ehren wurde sein Wohnort am Montmartre, 26, Rue Norvins,  in 2, Place Marcel Aymé umbenannt, 1989 wurde dort eine Bronzeskulptur des Schauspielers und Bildhauers Jean Marais eingeweiht, die Bezug auf seine Novelle Le passe-muraille nimmt und Aymé darstellt, der gerade durch eine Wand geht. Diese Novelle war Grundlage für den Film Ein Mann geht durch die Wand (1959, mit Heinz Rühmann) und wurde auch zu einem Musical verarbeitet. Die Musik komponierte Michel Legrand, das Libretto schrieb Didier van Cauwelaert. Ins Deutsche übertragen wurde das Musical 2009 von Edith Jeske und wurde im April 2012 in Deutschland uraufgeführt.
2015 wurde ein Asteroid nach Marcel Aymé benannt: (85183) Marcelaymé.

## Werke (Auswahl)
- Le puits aux images (1932, dt. Der Bilderbrunnen 1963 – Insel-Bücherei 774)
- Der Elefant und der Hund. Einzelerzählung aus Les contes du chat perché (1934 – 1946). Übers. Monique Lang. Arche, Zürich 1954
  - Der Esel und das Pferd. Einzelerz. wie vor. Bilder nach Henri de Toulouse-Lautrec
- Le passe-muraille (1943, dt. Der Mann, der durch die Wand gehen konnte.Stuttgart / Hamburg 1949) (Novellen)
- La belle image (1941, Übers. Noa Kiepenheuer: Der schöne Wahn 1949)
- Travelingue. 1941
  - Der wunderbare Friseur. Roman. Übers. Nathalie Mälzer, Karin Uttendörfer. Aufbau, Berlin 2013[1]
- Le chemin des écoliers (Roman 1946)
  - Der Weg ins Blaue. Übers. Cornelia Langendorf. Mit Aufsätzen von Pierre Gripari, Heinz Abosch und David Price-Jones. Matthes & Seitz, München 1989
- Le confort intellectuel (1950, dt. Der intellektuelle Komfort 2013)
- Les quatre vérités (Drama 1954)
- Les oiseaux de lune (1955, dt. Die Mondvögel 1963)
- Die Verlobung und Oskar und Erik. Zwei Erzählungen. Übers. Lilly von Sauter. Abb. Paul Flora. Diogenes, Zürich 1956
- Les Tiroirs de l’inconnu (1960, dt. Die Schubladen des Unbekannten 1962, Kiepenheuer & Witsch) (Roman)
- Lousiane – Pièce en quatre actes (1961)

## Verfilmungen
- 1950 – Der sensationelle Einbrecher (Garou-Garou, le passe-muraille) – Regie: Jean Boyer – (mit Bourvil, Joan Greenwood)
- 1950 – Der Totentisch (La table aux crevés) – Regie: Henri Verneuil – (mit Fernandel, Maria Mauban)
- 1956 – Zwei Mann, ein Schwein und die Nacht von Paris (La traversée de Paris) – Regie: Claude Autant-Lara – (mit Jean Gabin, Bourvil)
- 1959 – Die grüne Stute (La jument verte) – Regie: Claude Autant-Lara – (mit Bourvil, Sandra Milo)
- 1959 – Die Schüler (Le chemin des écoliers) – Regie: Michel Boisrond – (mit Françoise Arnoul, Bourvil, Louis de Funès)
- 1959 – Ein Mann geht durch die Wand – Regie: Ladislao Vajda (mit Heinz Rühmann)
- 1969 – Clerambard – Regie: Yves Robert – (mit Philippe Noiret, Dany Carrel)
- 1977 – Le Passe-Muraille – Regie: Pierre Tchernia – (mit Michel Serrault)
- 1979 – Der Heiligenschein (La grâce) – Regie: Pierre Tchernia – (mit Michel Serrault)
- 1988 – La Vouivre – Regie: Georges Wilson – (mit Lambert Wilson, Suzanne Flon)
- 1990 – Uranus – Regie: Claude Berri – (mit Michel Blanc, Gérard Depardieu)
- 1991 – Der Gefallen, die Uhr und der sehr große Fisch (The favour, the watch and the very big fish) – Regie: Ben Lewin
- 1991 – Héloïse – Regie: Pierre Tchernia – (mit Michel Serrault)
- 1991 – L’huissier – Regie: Pierre Tchernia – (mit Michel Serrault)
- 1993 – In die Pfanne gehauen (Le bœuf clandestin) – Regie: Lazare Iglesis
- 2013 – Le Bœuf clandestin – Regie: Gérard Jourd’hui – (mit Christian Clavier)
- 2016 – Der durch die Wand geht (Le Passe-Muraille) – Regie: Dante Desarthe – (mit Denis Podalydès, Marie Dompnier)

## Hörspielbearbeitungen
- 1956 – Die Siebenmeilenstiefel (Les Bottes de sept lieues) – Bearbeitung: Günter Eich, Regie: Hans Rosenhauer, Produktion: NDR.[2]